# I've Never Been to Me
"I've Never Been to Me" is een nummer van de Amerikaanse zangeres Charlene. Het verscheen op haar album Songs of Love uit 1977 en werd dat jaar als single uitgebracht, maar dit werd geen succes. In 1982 werd de single opnieuw uitgebracht en werd het wel een hit.

## Achtergrond
"I've Never Been to Me" is geschreven door Ron Miller en Ken Hirsch en geproduceerd door Miller, Don Costa en Motown-oprichter Berry Gordy. Het nummer wordt gezongen vanuit het oogpunt van een vrouw die een rijk leven leidt en overal ter wereld is geweest die een gesprek voert met een gewone moeder. De vrouw zou graag haar leven inruilen voor dat van de moeder, aangezien ze "in het paradijs" is geweest, maar "nog nooit naar haarzelf" is geweest. Het nummer werd in 1976 voor het eerst uitgebracht door Randy Crawford en is afkomstig van haar debuutalbum Everything Must Change. In 1977 kwamen versies van Nancy Wilson en Walter Jackson uit. De versie van Wilson was de eerste die ook als single verscheen; deze kwam tot plaats 47 in de Amerikaanse r&b-hitlijsten.
In 1977 werd "I've Never Been to Me" uitgebracht door Charlene op haar debuutalbum Charlene. Deze versie bevatte een controversiële gesproken brug. Enkele maanden later verscheen het album Songs of Love, dat vrijwel dezelfde tracklijst had als Charlene. Op dit album was de brug niet te horen. De opname verscheen als single, maar werd geen groot succes met een 97e plaats in de Amerikaanse Billboard Hot 100 als hoogste notering. Het was hiermee de derde opeenvolgende single van de zangeres die niet verder kwam dan de onderste regionen van deze lijst. In 1978 brachten Mary MacGregor, Marti Caine en Mary Roos (met Duitse tekst door Michael Kunze) eigen versies van het nummer uit.
In 1982 begon radio-dj Scott Shannon, werkzaam bij WRBQ-FM uit Tampa, de originele versie van "I've Never Been to Me" te draaien tijdens zijn programma. Het werd nummer werd door de luisteraars goed ontvangen en Shannon, een voormalig werknemer van Motown, liet Motown-president Jay Lasker weten dat hij vond dat het hitpotentie had. Charlene was op dat moment al gestopt als zangeres nadat zij teleurgesteld was over haar carrière en het feit dat Motown geen opvolger van haar debuutalbum wilde uitbrengen. Lasker belde Charlene op en vroeg haar om opnieuw een contract bij Motown te tekenen zodat "I've Never Been to Me" opnieuw als single kon worden uitgebracht. Charlene tekende het contract in februari 1982.
"I've Never Been to Me" was bij de heruitgave wel succesvol. Het bereikte ditmaal de derde plaats in de Billboard Hot 100, waarin het door "Don't Talk to Strangers" van Rick Springfield en "Ebony and Ivory" van Paul McCartney en Stevie Wonder van de nummer 1-positie werd afgehouden. Het werd wel een nummer 1-hit in onder meer de Britse UK Singles Chart, Australië, Canada en Ierland, en kwam ook in Nieuw-Zeeland en Noorwegen in de top 10 terecht. In Nederland piekte de single op de vierde plaats in de Top 40 en de zevende plaats in de Nationale Hitparade, terwijl in Vlaanderen de zevende plaats in een voorloper van de Ultratop 50 werd gehaald. Deze single bevatte wel de gesproken brug uit de originele versie. Soms wordt er gedacht dat Charlene het nummer in 1982 opnieuw opnam, maar dit is niet gebeurd.

## Hitnoteringen

### Nederlandse Top 40
| Hitnotering: 19-06-1982 t/m 07-08-1982 | Hitnotering: 19-06-1982 t/m 07-08-1982 | Hitnotering: 19-06-1982 t/m 07-08-1982 | Hitnotering: 19-06-1982 t/m 07-08-1982 | Hitnotering: 19-06-1982 t/m 07-08-1982 | Hitnotering: 19-06-1982 t/m 07-08-1982 | Hitnotering: 19-06-1982 t/m 07-08-1982 | Hitnotering: 19-06-1982 t/m 07-08-1982 | Hitnotering: 19-06-1982 t/m 07-08-1982 | Hitnotering: 19-06-1982 t/m 07-08-1982 |
| Week                                   | 1                                      | 2                                      | 3                                      | 4                                      | 5                                      | 6                                      | 7                                      | 8                                      |                                        |
| -------------------------------------- | -------------------------------------- | -------------------------------------- | -------------------------------------- | -------------------------------------- | -------------------------------------- | -------------------------------------- | -------------------------------------- | -------------------------------------- | -------------------------------------- |
| Nummer                                 | 29                                     | 18                                     | 11                                     | 8                                      | 4                                      | 6                                      | 15                                     | 31                                     | uit                                    |

### Nationale Hitparade
| Hitnotering: 12-06-1982 t/m 21-08-1982 | Hitnotering: 12-06-1982 t/m 21-08-1982 | Hitnotering: 12-06-1982 t/m 21-08-1982 | Hitnotering: 12-06-1982 t/m 21-08-1982 | Hitnotering: 12-06-1982 t/m 21-08-1982 | Hitnotering: 12-06-1982 t/m 21-08-1982 | Hitnotering: 12-06-1982 t/m 21-08-1982 | Hitnotering: 12-06-1982 t/m 21-08-1982 | Hitnotering: 12-06-1982 t/m 21-08-1982 | Hitnotering: 12-06-1982 t/m 21-08-1982 | Hitnotering: 12-06-1982 t/m 21-08-1982 | Hitnotering: 12-06-1982 t/m 21-08-1982 | Hitnotering: 12-06-1982 t/m 21-08-1982 |
| Week                                   | 1                                      | 2                                      | 3                                      | 4                                      | 5                                      | 6                                      | 7                                      | 8                                      | 9                                      | 10                                     | 11                                     |                                        |
| -------------------------------------- | -------------------------------------- | -------------------------------------- | -------------------------------------- | -------------------------------------- | -------------------------------------- | -------------------------------------- | -------------------------------------- | -------------------------------------- | -------------------------------------- | -------------------------------------- | -------------------------------------- | -------------------------------------- |
| Nummer                                 | 41                                     | 20                                     | 20                                     | 13                                     | 10                                     | 11                                     | 7                                      | 16                                     | 20                                     | 38                                     | 49                                     | uit                                    |

### NPO Radio 2 Top 2000
| Nummer met noteringen in de NPO Radio 2 Top 2000 | '99 | '00 | '01  | '02  | '03  | '04  | '05  | '06  | '07  | '08  |
| ------------------------------------------------ | --- | --- | ---- | ---- | ---- | ---- | ---- | ---- | ---- | ---- |
| I've Never Been to Me                            | 905 | 885 | 1220 | 1470 | 1619 | 1785 | 1523 | 1682 | 1755 | 1630 |

1. ↑  Een vetgedrukt getal geeft de hoogste notering aan.
2. ↑  Deze tabel is bijgewerkt tot en met de laatste editie (2024).